# Grand Prix de Charvieu-Chavagneux
Le Grand Prix de Charvieu-Chavagneux - Souvenir Daniel Bennett est une course cycliste française disputée le jour de la fête nationale à Charvieu-Chavagneux, dans le département de l'Isère. Elle est organisée par le club Charvieu-Chavagneux Isère Cyclisme. 
Cette compétition fait partie du calendrier national de la Fédération française de cyclisme. 

## Parcours
Le parcours est formé par un circuit de 8,4 kilomètres emprunté à seize reprises, soit une distance totale de 134,4 kilomètres. 

## Palmarès depuis 1990
| Année | Vainqueur             | Deuxième                | Troisième            |        |
| ----- | --------------------- | ----------------------- | -------------------- | ------ |
| 1990  | David Fribourg        | Jean-Luc Félix          | Pascal Chavant       |        |
| 1991  | Christophe Vercellini | Éric Magnin             | Jean-Marc Bonnard    |        |
| 1992  | Henrik Albæk          | Flemming Troigaard      | Sébastien Médan      |        |
| 1993  | Stevens Dupouy        | Serge Crottier-Combe    | Hervé Rivet          |        |
| 1994  | John Premilleux       | Thierry Drevet          | Serge Crottier-Combe |        |
| 1995  | Stevens Dupouy        | Thierry Drevet          | Brice Bouniot        |        |
| 1996  | Brice Bouniot         | Pierre-Yves Archambault | Jean-Luc Félix       |        |
| 1997  | Frédéric Finot        | Andrei Kivilev          | Stéphane Roger       |        |
| 1998  | Martial Locatelli     | Andy Flickinger         | Jérôme Bonnace       |        |
| 1999  | Kenny Labrosse        | Nicolas Reynaud         | Innar Mändoja (en)   |        |
| 2000  | Romain Mary           | Ivaïlo Gabrovski        | Peter Milostic       |        |
| 2001  | Nicolas Inaudi        | Gilles Delion           | Tommy Evans (en)     |        |
| 2002  | Cédric Celarier       | Marc Thévenin           | Mark Scanlon         |        |
| 2003  | Romain Mary           | Karolis Volungevičius   | Nicolas Reynaud      |        |
| 2004  | Romain Mary           | Stéphane Cabrera        | Emmanuel Barth       |        |
| 2005  | Thomas Bouteille      | Jérémie Dérangère       | Rene Mandri          |        |
| 2006  | Allan Oras            | Romain Mary             | Wilfried Exertier    |        |
| 2007  | Alexandre Blain       | Paul Moucheraud         | Frédéric Perillat    |        |
| 2008  | Piotr Krysman         | Jean-Marc Maurin        | Olivier Grammaire    |        |
| 2009  | Laurent Bourgeois     | Sébastien Jullien       | Benjamin Giraud      |        |
| 2010  | Daniel Teklehaimanot  | Paul Moucheraud         | Nicolas Queyranne    |        |
| 2011  | Laurent Denonfoux     | Benjamin Cantournet     | Damien Cigolotti     |        |
| 2012  | Jimmy Raibaud         | Frédéric Brun           | Sébastien Boire      |        |
| 2013  | Wilfrid Coulot        | Adrien Legros           | Sébastien Hoareau    |        |
| 2014  | Mihkel Räim           | Hugo Hofstetter         | Christopher Agostini |        |
| 2015  | Clément Carisey       | François Bidard         | Thomas Rostollan     |        |
| 2016  | Clément Carisey       | El Mehdi Chokri         | Jérémy Bescond       |        |
| 2017  | Anthony Maldonado     | Dylan Maldonado         | Corentin Navarro     |        |
| 2018  | Harry Hardcastle      | Issiaka Cissé           | Sten Van Gucht       |        |
| 2019  | Mathieu Pellegrin     | Kévin Boyer             | Rémy Gras            |        |
| 2020  | annulé                | annulé                  | annulé               | annulé |
| 2021  | Justin Ducret         | Louka Pagnier           | Julien Bourdiaux     |        |
| 2022  | Clément Carisey       | Jules Brunet Dunand     | Mathias Piron        |        |
| 2023  | Clément Carisey       | Anthony Chamerat Dumont | Jon Rye-Johnsen      |        |
| 2024  | Justin Ducret         | Damien Bonetto          | Matthew Fox          |        |
| 2025  | Bohémond Barrillot    | Augustin Gallerne       | Simon Robin          |        |